# Bruno Gaudin
Bruno Gaudin es un arquitecto francés, hijo de Henri Gaudin, también arquitecto. Con este último ejecutó su primer proyecto de importancia, la renovación del estadio Charléty de París, así como la biblioteca Denis Diderot de la Escuela normal superior de Lyon, antes de fundar su propio bufete con la arquitecta Virginie Brégal en 1998. En 2009, la agencia ha concebido la reestructuración de la sede de la biblioteca universitaria de Rennes, instalada en un antiguo seminario construido por Labrouste y ampliado en los años 1950. Uno de sus proyectos más célebres es la rehabilitación-renovación del quadrilatère Richelieu, sede histórica de la Biblioteca nacional de Francia, a los lados del arquitecto de los monumentos históricos Jean-François Lagneau. A su mano se debe sobre todo la restauración de la sala Labrouste y de la tienda central contigua.
Bruno Gaudin es a la vez profesor de la Escuela de arquitectura de París-La Villette.

## Premios
- 1994 : Premio Équerre d'argent junto a su padre Henri Gaudin por el Estadio Charléty de París.[1]

## Proyectos realizados
- 2016 - Les Tanneries, Amilly
- 2016 - Renovación del Quadrilatère Richelieu - zona 1, París
- 2015 - Médiathèque de Stains
- 2013 - Médiathèque de Clisson
- 2009 - Reestructuración de la biblioteca universitaria de Rennes, Rennes
- 2008 - Archivo départementales de Loira Atlántico, Nantes
- 2008 - Centro cultural de China, París (en asociación con Fernier & Asociados)
- 2000 - Museo nacional de los artes asiáticos - Guimet, París (con su padre Henri Gaudin)
- 2000 - Biblioteca Diderot de la Escuela normal superior de Lyon, Lyon (con su padre Henri Gaudin)